# Frances M. Ross

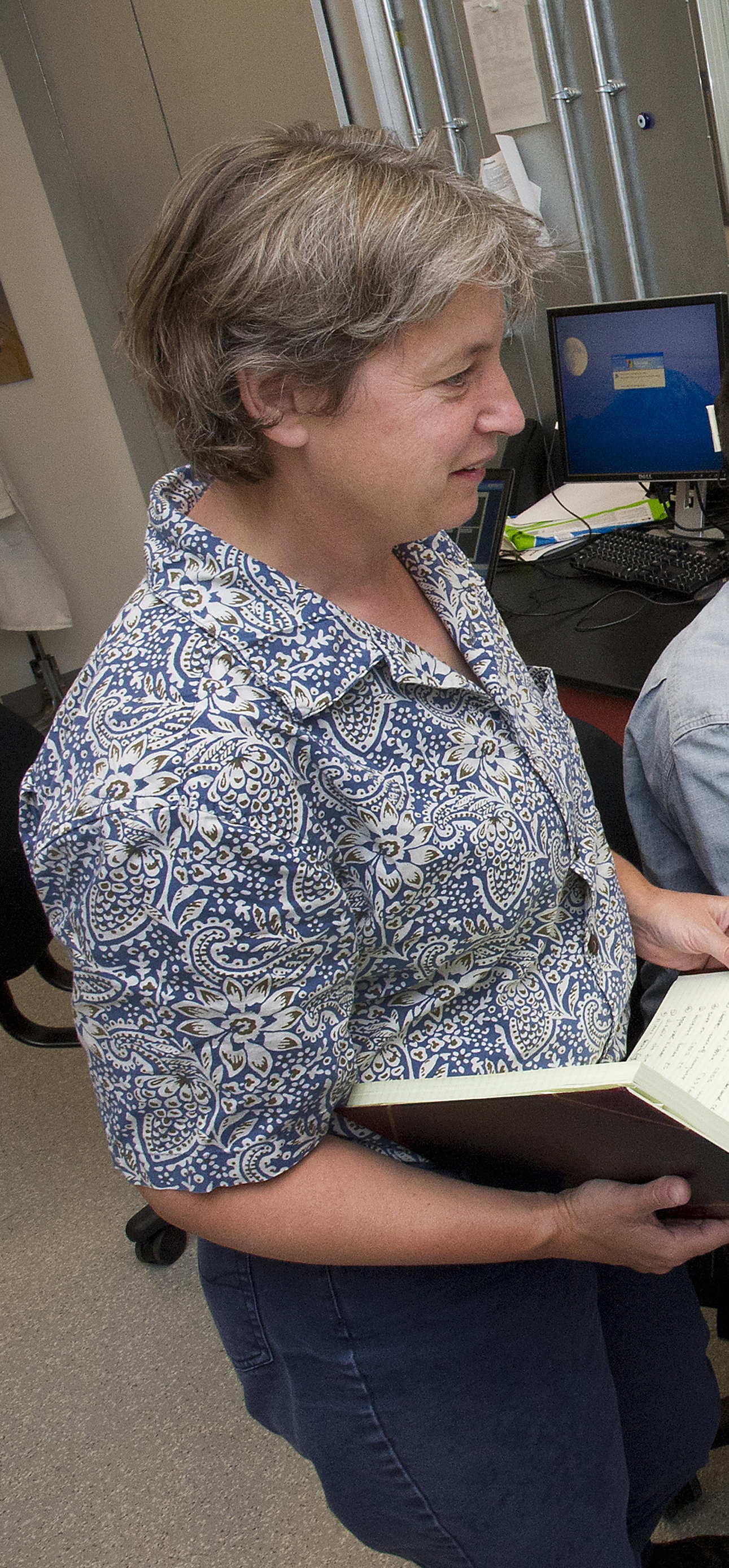
Frances Ross (2012)

Frances M. Ross (* 1964) ist eine in den Vereinigten Staaten tätige Physikerin, die im Bereich der Elektronenmikroskopie tätig ist. Sie ist Professorin am Massachusetts Institute of Technology (MIT).

## Werdegang
Frances Ross wuchs in London in einer stark naturwissenschaftlich-technisch geprägten Familie auf. Ihre Mutter war Gemmologin; ihr Vater arbeitete zunächst als Naturwissenschaftler, später als Jurist. 2020 strebte er einen dritten Doktorgrad an. Frances Ross’ Schwester Caroline A. Ross schlug ebenfalls eine naturwissenschaftliche Karriere ein und ist an demselben Fachbereich des MIT Professorin wie sie.
Frances Ross studierte ab 1982 an der Universität Cambridge in England Mathematik und Physik. 1989 wurde sie in Cambridge mit einer bei Michael Stobbs angefertigten Dissertation zu Entwicklung und Anwendung von Fresnel-Kontrast in der Elektronenmikroskopie zum Ph.D. promoviert.
Nach einer Tätigkeit als wissenschaftliche Mitarbeiterin (Junior Research Fellow) am Fitzwilliam College der Universität Cambridge von Februar bis Dezember 1989 wechselte sie in die USA an die Bell Laboratories in Murray Hill (New Jersey), wo sie eine Postdocstelle antrat, die sie bis Juli 1992 innehatte. Im August 1992 nahm sie eine Stelle als Wissenschaftlerin (Staff Scientist) am National Center for Electron Microscopy („nationales Zentrum für Elektronenmikroskopie“) des Lawrence Berkeley National Laboratory in Kalifornien an, die sie bis Januar 1997 innehatte.
Im Februar 1997 wechselte sie von der öffentlichen in die privat finanzierte Forschung zum Bereich Forschung des Technologiekonzerns IBM, für den sie in der Folge über 20 Jahre lang in Yorktown Heights im Staat New York arbeitete. Dort war sie von 1997 bis 2000 und erneut von 2012 bis 2018 als Forscherin beschäftigt, von 2000 bis 2011 als Managerin in der Abteilung für Materialanalyse auf der Nanoskala (Nanoscale Materials Analysis Department). Von 2006 bis 2007 verbrachte sie einen Forschungsaufenthalt an der Universität Lund in Schweden.
Im August 2018 nahm sie eine Professur am MIT in Cambridge (Massachusetts) im dortigen Fachbereich für Materialwissenschaften (Department of Materials Science and Engineering) an. Ihre Berufung als Ellen Swallow Richards Professor in Materials Science and Engineering erfolgte im Kontext der Errichtung eines neuen Nanotechnologie-Zentrums am MIT.

## Forschungstätigkeit
Frances Ross’ Arbeitsgebiete sind In-situ-Beobachtungen mit Elektronenmikroskopie als Werkzeug zur Erforschung dynamischer Prozesse, die Struktur, Dynamik und Phasenstabilität an Oberflächen, Grenzflächen und in Nanosystemen, zudem Keimbildung und Wachstumsprozesse in flüssigen Phasen, insbesondere elektrochemische Prozesse, epitaktisches Wachstum von Halbleitern sowie Transportvorgänge in niedrigdimensionalen Materialien.

## Ehrungen und Auszeichnungen
Frances Ross ist Fellow zahlreicher wissenschaftlicher Gesellschaften, so der American Physical Society (seit 2002), der Materials Research Society (seit 2011), der American Association for the Advancement of Science (seit 2012), der Microscopy Society of America (seit 2012) und der American Vacuum Society (seit 2013). Seit 2017 ist sie Honorary Fellow der Royal Microscopical Society.
2003 zeichnete die Microscopy Society of America Ross mit der Burton Medal aus. 2018 wurde ihr die Hatsujiro-Hashimoto-Medaille der International Federation of Societies for Microscopy zuteil, 2019 der Gerhard Ertl Lecture Award des Fritz-Haber-Instituts.
Die Universität Lund verlieh ihr 2013 die Ehrendoktorwürde.

## Publikationen
Die Literatur- und Zitationsdatenbank Web of Science wies Frances M. Ross im September 2022 als Autorin oder Mitautorin von über 160 Fachartikeln mit über 11.000 Zitationen aus. Zu ihren besonders häufig zitierten Artikeln gehören die folgenden:
- Frances M. Ross, Jerry Tersoff, Rudolf M. Tromp: Coarsening of Self-Assembled Ge Quantum Dots on Si(001). In: Physical Review Letters. Band 80, Nr. 5, 2. Februar 1998, S. 984–987, doi:10.1103/PhysRevLett.80.984.
- M. J. Williamson, Rudolf M. Tromp, Philippe M. Vereecken, Robert Hull, Frances M. Ross: Dynamic microscopy of nanoscale cluster growth at the solid–liquid interface. In: Nature Materials. Band 2, Nr. 8, 1. August 2003, S. 532–536, doi:10.1038/nmat944.
- James B. Hannon, Suneel Kodambaka, Frances M. Ross, Rudolf M. Tromp: The influence of the surface migration of gold on the growth of silicon nanowires. In: Nature. Band 440, Nr. 7080, 2. März 2006, S. 69–71, doi:10.1038/nature04574.
- Suneel Kodambaka, Jerry Tersoff, Mark C. Reuter, Frances M. Ross: Germanium Nanowire Growth Below the Eutectic Temperature. In: Science. Band 316, Nr. 5825, 4. Mai 2007, S. 729–732, doi:10.1126/science.1139105.
- Niels de Jonge, Frances M. Ross: Electron microscopy of specimens in liquid. In: Nature Nanotechnology. Band 6, Nr. 11, 1. November 2011, S. 695–704, doi:10.1038/nnano.2011.161.